# JC comme Jésus Christ
Pour plus de détails, voir Fiche technique et Distribution.
JC comme Jésus Christ est une comédie franco-belge de Jonathan Zaccaï sortie en 2011.

## Synopsis
Avec une Palme d'or à 15 ans, un César à 16, Jean-Christophe Kern, « JC », n’est pas un adolescent comme les autres. Cependant, cette année, il passe son bac...

## Fiche technique
- Réalisation et scénario : Jonathan Zaccaï
- Musique : Ghinzu
- Chef opérateur : Bruno Degrave
- Ingénieur du son : Pierre Bertrand
- Montage : Vanessa Zambernardi
- Casting : Juliette Ménager
- Maquillage : Valérie Beaudenuit
- Producteur exécutif : François Drouot
- Production France : Jonathan Zaccaï, Élodie Hesme, Vanessa Zambernardi
- Production Belgique : Serge de Poucques, Sylvain Goldberg
- Sociétés de production : Nexus Factory et Vicious
- Distribution :

 France : MK2 Diffusion
- Genre : comédie
- Dates de sortie :   
  - Belgique : 2 octobre 2011 (Festival international du film francophone de Namur)
  - France : 8 février 2012

## Distribution
- Vincent Lacoste : Jean-Christophe Kern, dit JC
- Elsa Zylberstein : elle-même
- Aure Atika : elle-même
- Gilles Lellouche : lui-même
- Kad Merad : Star
- Jonathan Zaccaï : le journaliste
- Jemima West : Jemima
- Claire Chazal : elle-même
- Élodie Hesme : la mère de JC
- Éric de Montalier : le père JC
- Jean-Baptiste Lafarge : Max
- Charles Gillibert : Charles
- Nathanaël Karmitz : Nathanaël
- Juliette Ménager : Juliette
- Tania Garbarski : Anne

## Production

### Genèse du projet
À l'origine, le personnage de JC faisait partie du scénario d'un film que Jonathan Zaccaï n'arrivait pas à finir. En rencontrant Vincent Lacoste, il est très inspiré, réécrit le personnage et le met au centre d'une intrigue.

« Je suis fan de son visage, du look qu’on lui a fait. […] Quand je l’ai rencontré, il m’a fait penser à Elliott Gould dans Le Privé de Robert Altman. Il est un peu rêveur, distrait, il peut être dans le drame tout en restant drôle. Il a un rythme qui lui est propre, qui le rapproche un peu de Jesse Eisenberg. »

— Jonathan Zaccaï

### Tournage
Après la fin de l'écriture du scénario en novembre 2010, le tournage, déroulé à Paris, débute en février 2011 et ne dure que deux semaines.

### Promotion
Une fausse page Facebook de JC Kern a été créée pour promouvoir le film. De courts extraits de fausses interviews de JC ont également été présentés sur Internet.

## Distinctions
- Festival international du film francophone de Namur 2011 : Prix BeTV